# کارل وایدمن
کارل وایدمن (انگلیسی: Karl Weidmann; ۴ ژوئیهٔ ۱۹۳۱ – ) قایقران روئینگ اهل سوئیس بود.
وی در مسابقات کشوری و بین‌المللی در مجموع برندهٔ ۱ مدال نقره، ۲ مدال برنز شده‌است.